# Ad Vandenberg
Adrian/Adje Vandenberg, artiestennaam van Adria(a)n van den Berg, (Den Haag, 31 januari 1954) is een Nederlands hardrockgitarist, componist, muziekproducent, muziekuitgever en kunstschilder. Hij is vooral bekend geworden met de bands Vandenberg en Whitesnake. Begin jaren 80 richtte  hij een eigen muziekuitgeverij op, Vandenberg Music geheten. In 2013 richtte hij Vandenberg's MoonKings op, samen met anderen.

## Naam
Adrian zou naar zijn opa vernoemd worden (Adrian), echter maakte de burgerlijke stand er Adriaan van. Hoewel zijn ouders wel 'Adrian' gebruikten, vonden ze het toch wat zwaar klinken voor een jong mannetje en werd het op een gegeven moment 'Adje'. Hoewel Adrian uitgroeide tot een lengte van 198 cm, bleef vrijwel iedereen hem Adje noemen. Later koos Adrian zelf weer zijn oorspronkelijke naam te gebruiken, die zijn ouders hem gegeven hadden, ondanks dat de burgerlijke stand de naam verkeerd registreerde.

## Levensloop
Hij werd geboren te Den Haag, verhuisde op zijn vijfde naar Rotterdam en vervolgens op zijn veertiende naar Enschede, waar hij al snel de rockband Mother Of Pearl begon. In die tijd bezocht hij hier de HBS van het Ichthus-college. Op zijn achttiende voegde hij zich bij Jaap Dekkers Boogie & Blues band, met o.a. Ilja Gort (drums, ex-After Tea), Marjo Schenk (vocalist van Moan) en Frans Hoeke (vocalist van Rob Hoekes blues band).
In 1977 richtte Van den Berg de band Teaser (bluesrock) op, tegelijkertijd begon zijn studie aan de kunstacademie ABK in Arnhem. Met Teaser werd een album opgenomen voor het Engelse label Vertigo en enkele singles, waarvan Do It To Me een flink succes werd en door Alfred Lagarde grijs gedraaid werd in zijn rockprogramma Het Betonuur. Daarnaast trad de band veel op in Nederland, België en Duitsland en toerde onder meer met AC/DC en Frankie Miller. In 1981 ontving Van den Berg een uitnodiging om auditie te doen bij Thin Lizzy. Na een week te hebben opgetrokken met zanger/bassist Phil Lynott besloot Van den Berg zijn kunstopleiding te voltooien. Hij bleef wel werken als sessiegitarist bij platenopnames van diverse artiesten en deed onder meer tournees in Duitsland met de Pointer Sisters en met Fats Domino. Daarnaast speelde hij in diverse blues-, rock- en jazzbands.

### Doorbraak
In 1980 stopte Van den Berg met Teaser en richtte hij de band Vandenberg op. Met vijf songs als demomateriaal kreeg de band een contract van platenmaatschappij Atlantic aangeboden. Het debuutalbum werd opgenomen in de studio van Jimmy Page (Led Zeppelin). Met het nummer Burning heart had de groep nationaal en internationaal (Verenigde Staten, Japan) veel succes. Zelfs zo zeer dat ze zowel als Special Guest met o.a Ozzy Osbourne (die Vandenberg al bij het eerste concert aanbiedt om zich bij hem te voegen) en Kiss, maar ook als headliner toeren door de Verenigde Staten. Daarnaast was de band enorm populair in Japan en deed tournees en concerten in Engeland en Duitsland. David Coverdale was zo onder de indruk van Van den Bergs gitaarspel en composities dat hij meermaals heeft gevraagd of hij bij Whitesnake wilde komen spelen. Vandenberg wilde zich toch liever eerst bewijzen met zijn eigen band dan zomaar in een gespreid bedje te springen en sloeg het aanbod vooralsnog af.

### Whitesnake
Na nog twee albums met Vandenberg en wat kleinere hits leek het plafond bereikt en ook werd zanger Bert Heerink uit de band gezet. Vandenberg werd door John Kalodner van Geffen Records in de Verenigde Staten uitgenodigd om te komen praten over een nieuw contract voor Vandenberg of toe te treden tot de band Whitesnake. Geffen bood Vandenberg een nieuw contract aan, maar stelde voor om de andere bandleden te vervangen door Amerikaanse muzikanten. Na het inspelen van de solo (7 noten volgens Keith Olsen producer) voor de radioversie van Whitesnake's "Here i go again", keerde Vandenberg terug naar Nederland en besloot uiteindelijk zijn eigen band te ontbinden en tot Whitesnake toe te treden. Met Whitesnake scoorde hij in 1987 twee grote hits in de VS met de nummers Here I go again en Is this love. Voordat Vandenberg de kans kreeg om een volledig album met Whitesnake op te nemen raakte hij ernstig geblesseerd aan zijn pols. Hoewel Van den Berg aan bijna alle composities voor het album Slip of the tongue heeft gewerkt, werden alle gitaarpartijen ingespeeld door Steve Vai.

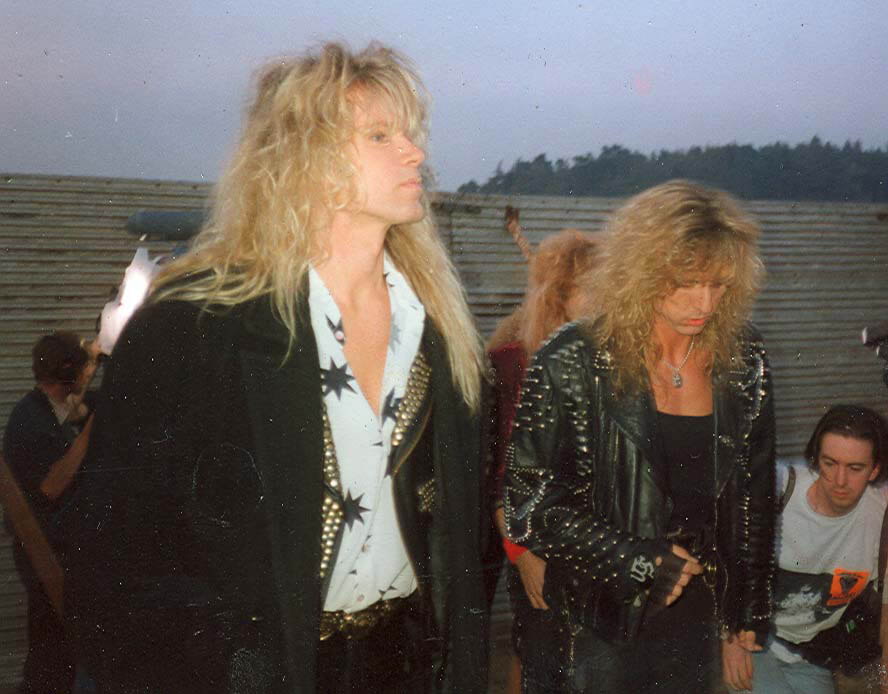
Vandenberg met op de achtergrond de Britse rockzanger David Coverdale, 1990

In 1994 richtte Van den Berg een nieuwe band op, Manic Eden, samen met de Rudy Sarzo (bassist) en Tommy Aldridge (drummer) van Whitesnake. De band werd aangevuld met zanger Ron Young van Little Caesar. Na één album en een tournee door Frankrijk en Japan keerde Van den Berg weer terug naar Whitesnake. Ook speelde hij mee op het bluesalbum van Paul Rodgers, vanaf het begin een enorme invloed van hem, een eerbetoon aan Muddy Waters. Na nog een album met Whitesnake stopte hij in 1999 ook met deze band. Na een Japanse en Franse tournee met Manic Eden keerde Vandenberg terug bij Whitesnake, er werd wederom een wereldtournee gedaan en vervolgens het album Restless Heart opgenomen, waarvoor Vandenberg samen met Coverdale alle songs schreef. Hierna volgde wederom een wereldtournee.
In 1999 besloot Vandenberg zich weer eens met schilderkunst bezig te gaan houden, zijn oorspronkelijke beroep. Tijdens zijn carrière als gitarist probeerde hij zich zoveel als de omstandigheden het toelieten met zijn tweede passie bezig te houden, maar belandde deze op het tweede plan door de hectische toerschema's. Wel werkte hij in 2001 mee aan het televisieprogramma Starmaker, de voorloper van Idols. In totaal schreef hij hiervoor vijf nummers, waaronder twee hitsingles. Ook componeerde hij muziek voor enkele documentaires van National Geographic Channel. Sinds 2004 werden de schilderijen van Vandenberg regelmatig tentoongesteld in binnen- en buitenland en in 2005 verscheen een boek van Wim Van Der Beek over zijn kunst, getiteld Adrian Vandenberg: Inspirerende Interacties.
In 2004 verscheen het verzamelde werk van Vandenberg met een nieuwe versie van Burning Heart  van de originele band en enkele niet eerder uitgebrachte nummers, waaronder enkele live-uitvoeringen uit Japan en de VS. De band trad ook live op in de tv show van Barend en van Dorp. Een jaar later verscheen een dvd van een live-optreden in Japan. Toen Whitesnake in 2006 optrad op het Arrow Rock Festival in Lichtenvoorde was Van den Berg opnieuw van de partij om Here I go again van een gitaarsolo te voorzien. Dit soort verrassingsoptredens vonden vervolgens regelmatig plaats en er werd onder Whitesnake-fans al jaren gespeculeerd of Vandenberg zou terugkeren in de band. Dit werd mede gevoed door de inmiddels legendarische, in de muziekwereld ongebruikelijk hechte vriendschap tussen Coverdale en Vandenberg.
Op 22 maart 2008 ontving Adje Vandenberg in Vlissingen voor zijn muzikale verdiensten de Eddy Christiani Award. Bij die gelegenheid trad hij, samen met vroegere Vandenberg zanger Bert Heerink, voor het eerst sinds lange tijd weer op en voerde enkele Vandenberg nummers uit.
In 2011 doorbrak Adje Vandenberg een zelfverkozen muzikale stilte door het nummer A number one uit te brengen onder de naam Vandenberg, een typisch stadion-rocksong, die vrijwel gelijk na het uitkomen door FC Twente geadopteerd werd als nieuw clublied. Vandenberg voerde het nummer live uit bij de huldiging van zijn 'home team' en werd daarbij terzijde gestaan door zanger Jan Hoving en Jan Vayne.
In een gerechtelijk geschil met oud-zanger Bert Heerink en oud-bassist Dick Kemper besliste de kantonrechter aan het einde van 2011 dat de gitarist de rechtmatige naamhouder van de band is.

### Vandenberg's MoonKings

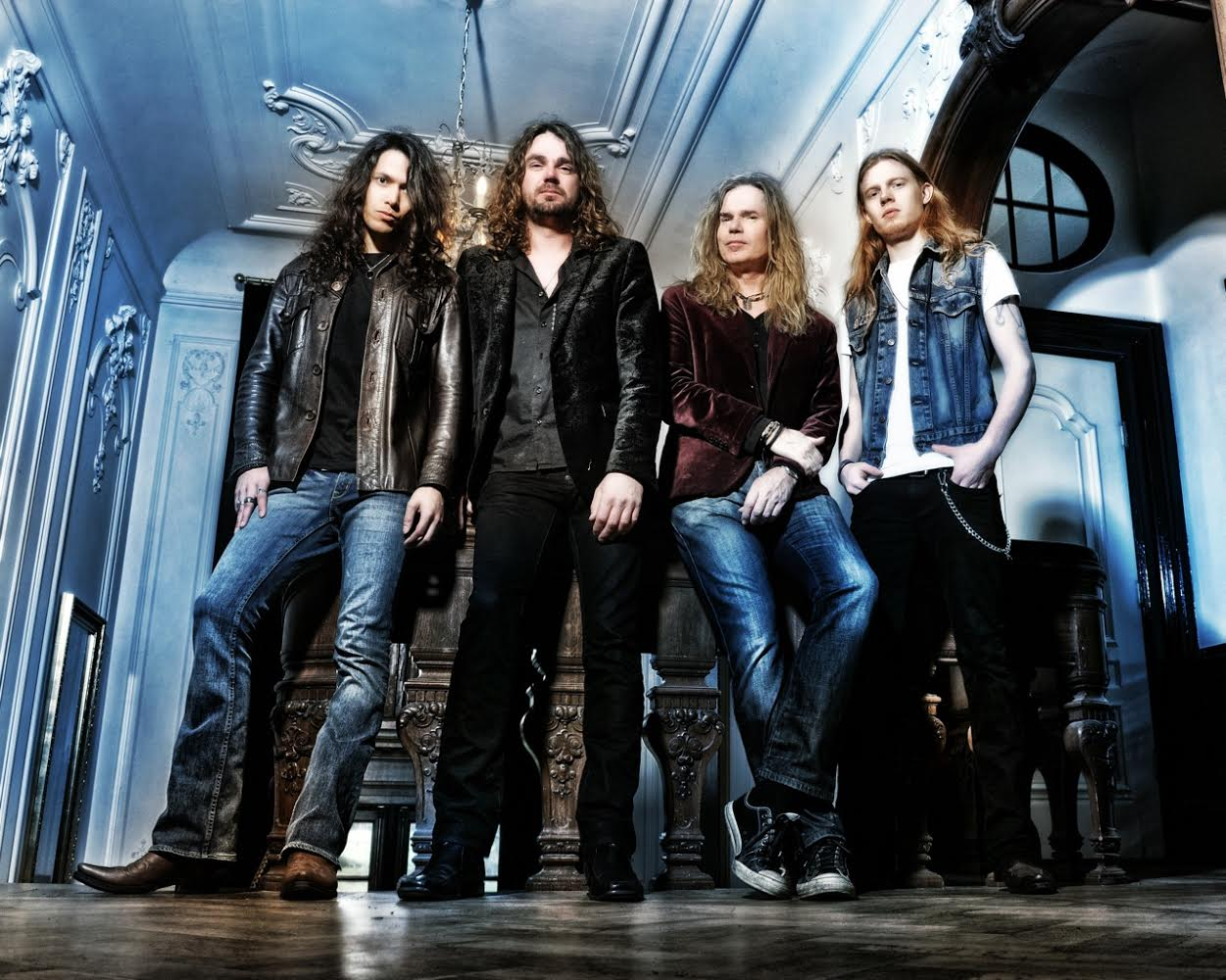
Vandenberg's MoonKings, 2014

In het najaar van 2013 formeerde Vandenberg artiesten om hem heen en startte in februari 2014 de nieuwe band Vandenberg's MoonKings. Hij startte een tour door Europa en Japan en bracht een album uit dat de Nederlandse Album Top 100 bereikte. Voor het album werd Vandenberg bekroond met de eerste Buma Rocks Export Award.

### Vandenberg 2020
In 2020 keerde Vandenberg terug in een vernieuwde samenstelling. Op gitaar speelt nog altijd de oprichter van de band Ad Vandenberg. Als zanger is Bert Heerink vervangen door de Chileense zanger Ronnie Romero van onder andere de band Rainbow, op basgitaar speelt nu Randy van der Elsen en op de drums Koen Herfst. De terugkeer van de band werd gevierd met het nieuwe nummer Shadows Of The Night, afkomstig van het nieuwe album 2020 dat op 30 mei 2020 verscheen. Eind 2020 stapt Ronnie Romero uit de band en wordt opgevolgd door Matts Leven. in het voorjaar van 2023 worden de singles House of fire en Sin uitgebracht.